# Rudolf Erich Raspe
Rudolf Erich Raspe (26. března 1736 Hannover – 16. listopadu 1794 Muckross House, Irsko) byl německý spisovatel.
Vystudoval práva na univerzitě v Göttingenu a na Lipské univerzitě a poté pracoval jako knihovník na univerzitách v Göttingenu, Hannoveru a Kasselu. Byl pověřen uspořádáním numismatických sbírek lankraběte Fridricha II. Hesensko-Kasselského, poté byl ale obviněn ze zpronevěry a před trestem uprchl na Britské ostrovy. Pracoval v dolech Matthewa Boultona v Cornwallu, později hledal drahé kovy ve Skotsku a Irsku, kde zemřel na břišní tyfus.
Byl svobodným zednářem, věnoval se literatuře, filozofii, archeologii, geologii i mineralogii, stal se členem Královské společnosti. Jako první přeložil do němčiny Ossianovy zpěvy. Je autorem rytířského románu ve verších Hermin und Gunilde. V roce 1785 vydal anonymně knihu Vyprávění barona Prášila o jeho neuvěřitelných cestách a taženích v Rusku, inspirovanou barvitou osobností barona Münchchausena (jeho autorství bylo zveřejněno až v roce 1847). Knihu o rok později přeložil do němčiny Gottfried August Bürger a stala se jedním z nejoblíbenějších děl německé literatury.